# MIDNIGHT WALK
MIDNIGHT WALK（ミッドナイト・ウォーク）はCROSS FMで放送されていたラジオ番組。北九州本社スタジオから放送されていた。

## 概要
- 当初はCROSS FMの深夜番組として登場、ナビゲーターが曲を紹介する音楽番組としてスタートした。
- その後、2時間のフィラー番組に変更となったが、年2回行われるリスナー感謝キャンペーン時は特別番組として、ナビゲーターが各担当番組の裏番組的な企画で登場した。
- オンエアされた曲目について、希望したリスナーにリストを送ったり、電話で問い合わせを受け付けたりしていた時期もあった。
- 2001年3月番組終了、この時間は「CROSS MIDNIGHT FLAVA」に引き継がれたが、2007年4月2日から2008年3月27日まで27:00〜28:00の1時間番組として復活した。

## 番組の変遷
※1997年3月以前は不詳。
1997年4月〜1997年12月
- 放送時間

月曜日〜土曜日 27:00〜29:00
- 放送内容

フィラー番組
1998年1月〜1998年9月
- 放送時間

火曜日〜土曜日 27:00〜29:00
- 放送内容

フィラー番組
1998年10月〜1999年3月
- 放送時間

火曜日〜金曜日 27:00〜29:00
- 放送内容

フィラー番組
1999年4月〜2000年9月
- 放送時間

月曜日〜土曜日 27:00〜29:00
2000年9月は金曜日のみ28:00〜29:00の短縮番組となった。
- 放送内容

月曜日〜金曜日はフィラー番組として放送。2000年4月以降は「SWEET & MELLOW」などのサブタイトルが付けられた。
土曜日はアーティストをナビゲーターに迎えて放送した。
2000年10月〜2001年3月
- 放送時間

月曜日〜木曜日 27:00〜29:00
- 放送内容

フィラー番組
2007年4月〜2008年3月
- 放送時間

月曜日〜木曜日 27:00〜28:00
- 放送内容

ナビゲーターやスタッフが選曲した音楽を紹介する音楽番組。
- ナビゲーター

鶴田弥生 (月)
松本みき (火)
JUNKO (水)
木本和久 (木)

## 番組内で放送された特別企画
録音だよ！3人集合！
1997年12月、1998年6月4日の2回放送。「CROSS FM BIG BANG WEEK」と題したリスナー感謝キャンペーン時の特別企画。中島ヒロト、TOGGY、永松ケンシの3人がフジテレビの番組「ライオンのごきげんよう」での人気コーナーサイコロトークを展開した。第1回目ではラインアナの奥津ふみこ、第2回目では奥津ふみこと園田静香がゲストとして出演した。
録音だよ！4人集合！
1998年12月10日放送。「CROSS FM MEGA PEACE WEEK」と題したリスナー感謝キャンペーン時の特別企画。中島ヒロト、TOGGY、永松ケンシの3人にYUYAが加わり、「世紀末」をテーマにトークを展開した。番組後半ではMASAKIがゲストとして出演した。
裏ソニック
1998年12月11日放送。「CROSS FM MEGA PEACE WEEK」と題したリスナー感謝キャンペーン時の特別企画で、名前通り当時放送されていた「SONIC A-GO-GO!!」の裏番組。同番組のナビゲーター中島ヒロトとディレクターの田中ゆきがそれぞれ選曲した音楽を紹介しながらトークを展開した。
録音だよ！6人集合！
1999年6月10日放送。「CROSS FM MEGA PEACE WEEK」と題したリスナー感謝キャンペーン時の特別企画。中島ヒロト、TOGGY、永松ケンシ、YUYA、MASAKIの5人が前述のサイコロトークを展開した。なおこの回では門司正弘がジングルを担当した（本人は本編に登場せず）ため、「6人集合」というタイトルになった。
録音だよ！7人集合！
1999年6月11日放送。前日の「6人集合」の後編。なおこの回では信川竜太がジングルを担当した（本人は本編に登場せず）ため、「7人集合」というタイトルになった。またラインアナの奥津ふみこもゲスト出演した。なおこの企画はその次のリスナー感謝キャンペーンが行われる同年12月にも放送される予定だったが、ナビゲーターのスケジュールの都合と、そのキャンペーン「CROSS FM MEGA PEACE WEEK 2000」での「キャンペーン期間中に2000曲をオンエアする」の消化（最終的には2000曲オンエア達成がキャンペーン最終日の前日深夜になった）のため放送されず、翌年の改編で中島ヒロトが同局を離れてしまったため、この企画はこれが最後となった。
7TH ANNIVERSARY 前夜祭
2000年8月30日放送。9月1日に開局7周年を迎えるため、その前夜祭として企画され北九州スタジオから生放送された。ナビゲーターのMASAKIやスタッフが制作したノンストップミックスを放送した。